# Hoggellula
Hoggellula is een geslacht van hooiwagens uit de familie Gonyleptidae.
De wetenschappelijke naam Hoggellula is voor het eerst geldig gepubliceerd door Roewer in 1930. 

## Soorten
Hoggellula is monotypisch en omvat slechts de volgende soort:
- Hoggellula vallentini